# Légion (poème)
Pour les articles homonymes, voir Légion.
Légion est un poème écrit en 1950 par Paul Éluard, dans son recueil Hommages,,,, qui rend hommage « vingt-trois résistants des Francs-tireurs et partisans - Main-d'œuvre immigrée (FTP-MOI), étrangers torturés et fusillés à Paris par les Allemands »,, placés sous le commandement de Joseph Epstein et appelés Groupe Manouchian-Boczov-Rayman, « presque tous » ou une « immense majorité », étant juifs, dans la mémoire des survivants, ce qui aussi « était au cœur de la propagande nazie ».

## Description
Ce poème, que Éluard avait d'abord publié dans le journal Les Lettres françaises, souligne la convergence des résistants français et étrangers et la nécessité de vengeance et accompagne la publication par un autre auteur d'un livre illustré de 200 pages sur le même sujet, Pages de gloire des 23. Il ne parle pas de Manouchian lui-même, précédant, de cinq ans le poème d'Aragon sur le même sujet, dans lequel « il n'est pas question d'évoquer l'identité juive de sept des dix de l'Affiche » même si ses accusation antisémites sur complot dit « des Blouses blanches » se sont éteintes car « Staline vient de mourir ».
L'article d'une vingtaine de lignes sur une colonne paru dans la revue Les Lettres françaises, édition clandestine de mars 1944, ne cite aucun nom mais observe que l'une des personnes sur l'affiche rouge est accusée d'avoir tué 150 personnes.
Le poète est alors un ami proche de la jeune Madeleine Riffaud, autre figure de la Résistance, et voit dans Missak Manouchian et souligne en particulier que « ces étrangers savaient quelle était leur patrie, leurs portraits sur les murs sont vivants pour toujours, un soleil de mémoire éclaire leur beauté ». Le dernier vers déclare « lorsqu'on ne tuera plus, ils seront bien vengés. Et ce sera justice. »,.
Ce poème a été réédité dans Œuvres complètes, dans la Pléiade, en 1968.
Dès 2014, il sera question de faire entrer au Panthéon les 23. Le 21 février 2024, Missak et Mélinée Manouchian sont panthéonisés, une inscription dans la crypte du Panthéon rappelle les noms et le sacrifice des membres du groupe

## Reprises
Le texte a été repris dans Poème pour tous, une anthologie des poèmes d'Éluard, qu'il n'aura pas le temps de voir paraître, sous forme de regard rétrospectif sur l'ensemble de son œuvre.
Le texte a été repris aussi, intégralement dans la préface du livre Les commandos de l'Affiche rouge. La vérité historique sur la première section de l'Armée secrète publié par Arsène Tchakarian, en 1986, préface écrite par Roger Bourderon, agrégé d'histoire et maître de conférences honoraire de l'Université Paris-VIII-Saint-Denis puis responsable de la rubrique « Histoire » de L'Humanité, invité à ce titre   à l'émission Les Dossiers de l'écran accompagnant le film Des terroristes à la retraite en 1985 après avoir publié en tant que rédacteur en chef des Cahiers d'histoire de l'Institut de recherches marxistes un article sur le sujet.
L'ouvrage d'Arsène Tchakarian se présente le fruit d'une enquête conduite depuis dix ans par l'auteur sur ce qui fut appelé par la propagande nazie le « groupe Manouchian ». Il a été critiqué pour être surtout une compilation de communiqués, parfois retouchés, de la résistance communiste publiés vingt ans auparavant par le colonel FTP Boris Matline dans On les nommait des étrangers aux éditions du PCF.